# Something Bitchin' This Way Comes
Something Bitchin' This Way Comes est le seul album de Lock Up, lancé en 1989. Il s'agit du premier enregistrement incluant Tom Morello.
Le titre de l'album est une allusion au roman de Ray Bradbury nommé Something Wicked This Way Comes, qui a lui-même inventé ce titre avec l'inspiration de Macbeth de William Shakespeare.

## Titres
1. "Can't Stop the Bleeding" (Lock Up) – 4:11
2. "Nothing New" (Grillo, Livingston) – 3:10
3. "Punch Drunk" (Lock Up) – 3:37
4. "Everywhere I Go It Looks Like Rain" (Grello, Grillo) – 4:14
5. "24 Hour Man" (Lock Up) – 4:46
6. "Don't Wanna Talk About It" (Lock Up) – 3:47
7. "Half Man, Half Beast" (Lock Up) – 3:45
8. "Tell Me When It's Over" (Lock Up) – 5:32
9. "Kiss It Goodbye" (Grillo, Livingston)  – 4:14
10. "Where the Sky Meets the Street" (Lock Up) – 3:19
11. "Maniac" (Grillo, Morello) – 3:34
12. "Peacekeeper" (Lock Up) – 3:47